# Psychohistorie
Psychohistorie je věda, která se zabývá psychologickými motivacemi historických událostí. Využívá poznatků z psychoterapie a metodologii sociologie, aby pomohla porozumět důvodům sociálního a politického jednání skupin a národů v minulosti i současnosti. Zatímco běžná historiografie se věnuje sledu politických událostí, psychohistorie se snaží dobrat příčin stavu dané kultury v delším časovém období. Klade důraz na způsoby zacházení s dětmi v různých dobách a na dynamiku dětství u různých významných historických osob.
Významným představitelem psychohistorie je americký novinář, psychoanalytik a zakladatel Institutu psychohistorie Lloyd de Mause (en:Lloyd deMause).

## Oblasti psychohistorického zájmu
Psychohistorie se zabývá především následujícími oblastmi:
1. Historie dětství si klade otázky po výchově dětí, složení rodiny, změnu významu a hodnoty dětí ve společnosti, proč dochází ke změně pohledu na zneužívání dětí a jejich zanedbání apod.
2. Psychobiografie se snaží porozumět konkrétním historickým postavám a jejich místu v dějinách.
3. Skupinová psychohistorie se snaží porozumět motivacím jednání velkých skupin a národů jak v politických dějinách, tak v každodenním životě.